# Winnemucca (krater)
För andra betydelser, se Winnemucca.
Winnemucca är en nedslagskrater på planeten Venus. Winnemucca har fått sitt namn efter den amerikanska författaren Sarah Winnemucca.
Kratern har en diameter på ungefär 30 km.